# 佐藤一男
佐藤 一男（さとう かずお、1892年5月23日 - 1959年10月29日）は、日本の鉄道技術者、実業家。

## 来歴
広島県福山市出身。1918年に京都帝国大学工学部電気工学科を卒業し、京阪電気鉄道に入社。
車両技術部門で活躍し、全鋼製ロマンスカー京阪1550型電車の設計、製作に携わり、欧米での留学で得た知識を生かして、日本最初の連接車である京阪60型電車（びわこ号）を立案、建造した。
取締役、常務、専務を経て、1943年に陸上交通事業調整法による阪神急行電鉄との統合により、京阪神急行電鉄副社長に就任した。
1946年11月に公職追放を受け、副社長を辞任し、相談役に就任した。
1959年10月29日死去。67歳没。